# Gastonia (North Carolina)
Gastonia ist eine City im Gaston County in North Carolina. Das U.S. Census Bureau ermittelte bei der Volkszählung 2020 eine Einwohnerzahl von 80.411.
Gastonia ist Verwaltungssitz des Gaston County und etwa 119 km² groß. Gastonia gehört zur Charlotte Metropolregion.
Der Crescent, ein von Amtrak betriebener Reisezug, verbindet Gastonia mit New York, Philadelphia, Baltimore, Washington, D.C., Charlotte, Atlanta, Birmingham und New Orleans. Der Bahnhof befindet sich in der Hancock Street Nr. 350.
Gastonia ist ein Zentrum der Quiltherstellung.

## Söhne und Töchter der Stadt
- Darrell Armstrong (* 1968), Basketballspieler
- Ezra Armstrong (* 1998), Fußballspieler
- Wally Bryson (* 1949), Gitarrist und Gründungsmitglied der Band The Raspberries
- Fred Durst (* 1970), Sänger der Band Limp Bizkit
- Sleepy Floyd (* 1960), Basketballspieler
- Maria Howell (* im 20. Jahrhundert), Schauspielerin
- Evan Karagias (* 1973), Wrestler
- Lionel Shriver (* 1957), Schriftstellerin und Journalistin
- Barney Slater (1923–1978), Drehbuchautor
- Thomas Sowell (* 1930), Ökonom und Autor
- Melvin Stewart (* 1968), Schwimmer
- James Worthy (* 1961), Basketballspieler
- Hassan Whiteside (* 1989), Basketballspieler

## Partnerstädte
- Gotha in Deutschland
- Santiago de Surco, ein Stadtteil von Lima in Peru